# Charles Brady
Charles Eldon Brady Jr. (12. srpna 1951 Pinehurst, Severní Karolína, USA – 23. července 2006 v Orcas Island, Washington) byl americký astronaut, který se dostal do vesmíru na palubě raketoplánu Columbia.

## Životopis
Vystudoval North Moore High School, Robbins, Severní Karolína a v témže roce 1969 nastoupil na univerzitu v Severní Karolíně (University of North Carolina at Chapel Hill) ke studiu medicíny. V letech 1971–1975 pokračoval ve studiích na Duke University, Durham, Severní Karolína. V letech 1999–2000 absolvoval roční studium biologie na University of Tennessee. Mezitím vystřídal celou řadu zaměstnavatelů, absolvoval letecký výcvik a v roce 1992 se zapojil u NASA do výcvikového střediska astronautů. Čtyři roky poté absolvoval let do vesmíru, v roce 2002 z NASA odešel. Byl ženatý s Cathy Ann, rozenou Schererovou, s ní se rozvedl. Našel si družku Susan Osenovou a měli spolu v roce 2002 syna Charlese. Používal přezdívku Chuck. V roce 2006 ve svých 54 letech zemřel zřejmě vlastní rukou z nejasných příčin.

## Let do vesmíru
V červnu 1996 byl na palubě raketoplánu Columbia při misi STS-79. Pro Columbii to byl 20. let, pro něj první (a poslední). Stal se tak 348. člověkem ve vesmíru a strávil tam 16 dní. Startovali z mysu Canaveral na Floridě. Velitelem lodě byl Terence T. Henricks, v sedmičlenné posádce byli dále Kewin R. Kregel, Richard M. Linnehan, Susan J. Helmsová, všichni z USA, dále Jean-Jacques Favier z Francie a Robert B. Thirsk z Kanady. Na palubě měli laboratoř Spacelab a prováděli experimenty různého zaměření.
- STS-79 Columbia (20. června 1996 – 7. července 1996)

## Vyznamenání
- Defense Superior Service Medal
- Navy and Marine Corps Commendation Medal se zlatou hvězdou
- Navy and Marine Corps Achievement Medal
- Meritorious Unit Commendation se sponou Battle E
- Medaile za službu v národní obraně
- Expediční medaile ozbrojených sil
- Stužka za službu na moři
- NASA Space Flight Medal